# Nodul Jankomir
Nodul Jankomir (în croată Čvor Jankomir) este un nod de autostradă de tip trifoi aflat la vest de Zagreb, Croația. Este numit după cartierul Jankomir al Zagrebului, aflat în apropiere. Nodul reprezintă capătul sudic al autostrăzii A2 și face legătura dintre A2 și autostrada A3, reprezentând o legătură majoră în sistemul de autostrăzi din Croația. El face parte din coridoarele paneuropene X și Xa. De asemenea, reprezintă o intersecție a drumurilor europene E59 și E70.
Construcția nodului a marcat începutul lucrărilor de construcție a autostrăzii A3 în forma sa actuală. În 1979, el a devenit parte a primei secțiuni cu șase benzi (inclusiv benzile de urgență), construită ca parte a centurii Zagrebului—secțiunea de 5,85 km care face legătura între nodurile Jankomir și Lučko. La momentul construirii, nodul lega noua centură ocolitoare a Zagrebului cu fosta autostradă a Frăției și Unității care, lega Zagrebul de granița cu Slovenia, și de un drum cu două benzi către Krapina. Prima a fost ulterior modernizată pentru a deveni o parte a autostrăzii A3 (la vest de intersecție) și a lui Ž1035 — un drum de legătură cu patru benzi către Zagreb, în timp ce cea din urmă a fost modernizată și a devenit autostrada A2.